# 림포포강

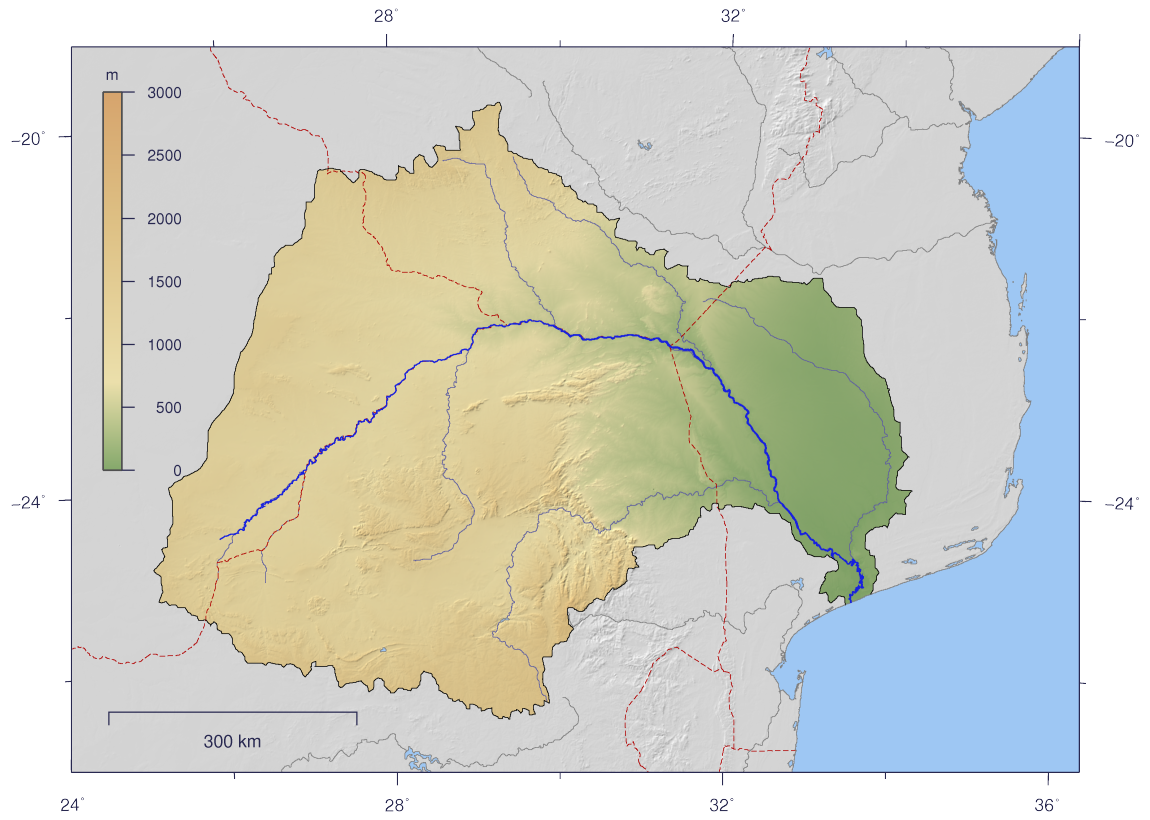
림포포강 유역

림포포강(Limpopo River)은 남아프리카의 강으로, 동쪽으로 인도양으로 흐르는 강이다. 림포포는 줄루어, 코사어, 스와티어로 "폭포"를 뜻한다. 강의 길이는 약 1,750 km로, 유역 면적은 약 415,000 km2이다. 인도양으로 흐르는 아프리카의 강 중에서 잠베지강에 이어 두 번째로 큰 강이다.
림포포강은 큰 호 모양으로 흐른다. 처음에는 북쪽으로 흐르기 시작해서 북동쪽으로 흐르고, 동쪽으로 방향을 바꿔 마지막에는 남동쪽으로 흐른다. 남동쪽의 남아프리카 공화국과 북동쪽의 보츠와나, 북서쪽의 짐바브웨 사이의 국경을 이룬다. 하구에는 모잠비크의 항구 도시인 샤이샤이가 있다.